# Флатейри
Флатейри (исл. Flateyri) — деревня на северо-западе Исландии, располагающаяся на полуострове Вестфирдир. Население составляет около 350 человек; это самый крупный населённый пункт, расположенный во фьорде Онюндар-фьорд.
Флатейри был основан в 1792 году как фактория, а к XIX веку стал важнейшим центром китобойного промысла в Исландии.
В октябре 1995 года на Флатейри обрушилась лавина, унёсшая жизни 20 человек и уничтожившая 29 домов. К настоящему времени здесь построена специальная плотина, способная в дальнейшем избавить жителей деревни от подобных бедствий.